# Lecciones de dicción

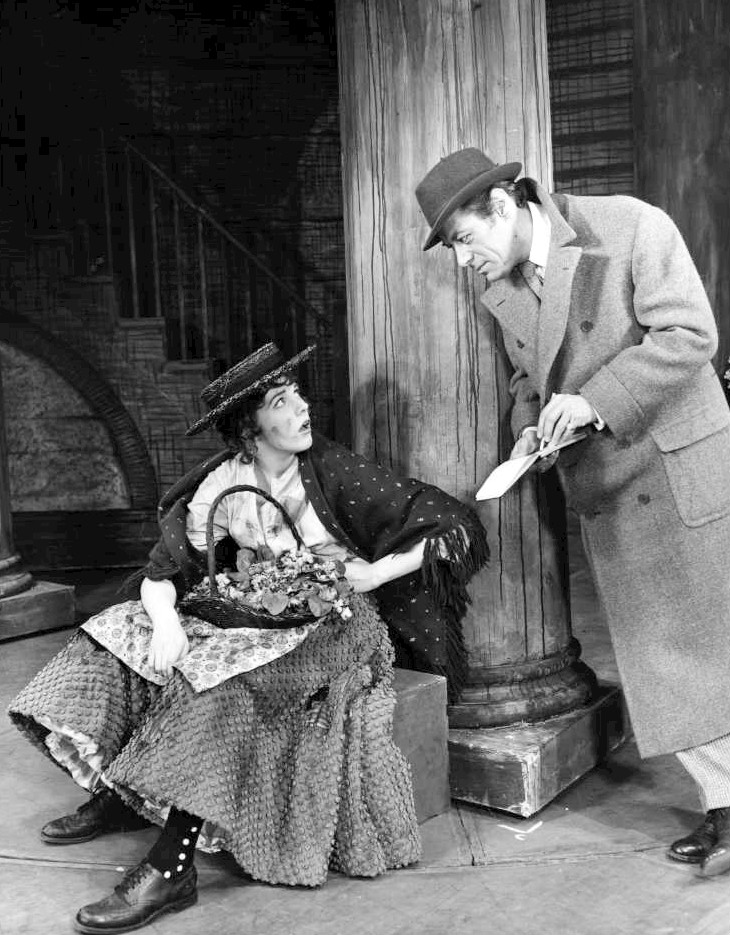
Julie Andrews y Rex Harrison en My Fair Lady

Las lecciones de dicción que se imparten en las "academias de dicción" para la reducción del acento, también conocida como modificación o neutralización del acento, es un enfoque sistemático para aprender o adoptar un nuevo acento en el habla. Es el proceso de aprendizaje del sistema sonoro (o fonología) y la entonación melódica de una lengua para que el hablante no nativo pueda comunicarse con claridad. En algunos casos, el objetivo del estudiante puede consistir en eliminar completamente su acento original.

## Motivo: Acento y socialización
Hay estudios que han demostrado que los niños pequeños tienen una preferencia social por las personas que hablan su lengua sin acento extranjero. En un estudio sociológico, el acento pesaba más que la apariencia física: los niños dieron preferencia a los niños de diferente color de piel que hablaban sin acento como posibles compañeros de juego sobre los niños del mismo origen étnico que hablaban con un acento extranjero.
Con la excepción de los espectáculos de entretenimiento, comedias y sátiras, los presentadores y moderadores de las emisoras de radio y televisión alemanas por regla general deben tener un dominio perfecto de la lengua sin acentos regionales o extranjeros. Esto se aplica especialmente a los medios informativos, que pretenden transmitir seriedad y credibilidad. El artículo 3 de la Ley alemana prohíbe la discriminación, ya sea por razón de ascendencia, patria u origen o lengua. Según la Opinión de la Agencia Federal Antidiscriminación (ADS), los requisitos para las competencias en lengua alemana sin acento pueden constituir, en principio, una discriminación indirecta por razón del origen étnico. Sin embargo, si las competencias lingüísticas sin acento son un "requisito esencial y decisivo para la ejecución de un trabajo específico", el empresario tiene derecho a exigir conocimientos de alemán sin acento.

## Academias de dicción
La modificación de acento la ofrecen varios formadores y lingüistas de habla y lenguaje.
Las áreas de atención pueden incluir enseñar a los estudiantes una clara articulación de vocales y consonantes, así como los patrones de entonación que son únicos para cada lengua. La secuencia de aprendizaje normalmente se divide en segmentos de aprendizaje progresivo hasta que se acumulan por utilizar las habilidades aprendidas recientemente en la conversación. Las áreas adicionales pueden incluir enlace, tasa o proyección de voz. La formación de acento dirigida por un instructor también incluirá a menudo práctica conversacional para ayudar al estudiante a transferir estas habilidades recientemente aprendidas a las conversaciones cotidianas.
Los plazos de formación pueden variar desde varios días hasta varios meses, dependiendo del modelo de instrucción escogido.
Aunque los acentos pueden minimizarse mediante el entrenamiento, eliminar un acento es difícil y puede tardar años.

## Idiomas

### En inglés
La mejora del acento se centra en enseñar a los estudiantes a pronunciar sonidos difíciles como /θ/, /ð/, /ɹ/, /l/ y /w/; entonación, acento y ritmo. Los hablantes de español y portugués podrían añadir una /h/ antes de la vocal /ɪ/, como en "his" en lugar de "is". Por tanto, los sonidos vocálicos también se cubren en el entrenamiento de reducción de acento. La práctica de la vocal /ɪ/ más comúnmente escrita "i" se hace recitando algunas de las siguientes diferencias: "his"/"is", "hit"/"it", "hill"/"ill". Al no dejar que la parte posterior de su lengua toque el paladar, los hablantes nativos de lenguas asiáticas (chino, etc.) pueden evitar añadir una /j/ antes de la /ɪ/ por ejemplo, cuando hablan "yin" en lugar de "in".
Aunque los acentos se pueden reducir mediante la formación, algunos lingüistas advierten que no dan a sus estudiantes ninguna falsa esperanza diciendo que van a perder su acento nativo. Según Dennis Baron, profesor de lingüística en la Universidad de Illinois en Urbana-Champaign, eliminar un acento es difícil. Reducir un acento, dijo, requiere años de interacción con los hablantes nativos de inglés. Sin embargo, según la legislación laboral de Estados Unidos, los empresarios pueden tomar decisiones laborales basadas en el acento si interfiere con el trabajo. La Comisión federal Equal Employment Opportunity Commission recibe una serie de quejas cada año de individuos que creen que son víctimas de discriminación laboral relacionada con el acento.
Los actores Portia de Rossi, Tom Holland, Anthony La Paglia, Katherine Langford y Charlize Theron son ejemplos de personas notables que recibieron esta formación para perder sus acentos nativos y desarrollar acentos americanos, incluso en el habla cotidiana.
En cuanto al entrenamiento para llegar a corregir el acento en inglés, las dos vertientes más importantes para la reducción del acento son las variantes regionales británicas de un lado y las variantes americanas del otro lado.     